# Österhamn, Arholma
Österhamn, även kallat Slåttsundet, är hamnen på östra sidan av Arholma och bebyggelsen däromkring.
Österhamn var under 1700-talet en betydande fiskehamn; på storskifteskartan från 1777 finns sex eller sju båthus utmärkta på platsen. Idag finns bara några bodar och Norrgårdens gamla timrade båthus kvar på platsen. Under 1800-talet blev hamnen känd för de råsegelskonare som byggdes och här hade sin hemmahamn. Skonaren Appolonia som ägdes av Hagas gård ligger som vrak i hamnen vid båthuset i Stenbäcksnäs i norra delen av viken. Jakter och skonare byggdes vid Stenbäcksnäs, vid Notörn där nu betongbryggan ligger och vid innerhamnen inne i viken. Vid Notörn låg även fram till 1880-talet båthuset för den kyrkbåt som användes vid kyrkbesöken i Vätö kyrka. Båten kunde ta 20–30 personer.
Flera lotsar har varit bosatta i hamnen. Gården Svärdes har fått sitt namn av lotsen Svärd som i ungdomen flytt hit från Estland undan livegenskap. På udden mitt emot ön Villösan har det anlagts en minneslund. Här finns även en bunker tillhörig batteri Arholma.
Idag har skärgårdsstiftelsen en gästbrygga i Österhamn.